# Курметі
Курме́ті (каз. Құрметі) — село у складі Кегенського району Алматинської області Казахстану. Входить до складу Сатинського сільського округу.
У радянські часи село називалось Курмекти.
Населення — 228 осіб (2021; 279 у 2009, 335 у 1999, 290 у 1989).